# سامان ارسطو
سامان ارسطو  (نام در زمان تولد فرزانه ارسطو؛ زادهٔ ۱۵ خرداد ۱۳۴۶ در شاهرود) بازیگر، کارگردان، نمایش‌نامه و فیلم‌نامه‌نویس، و مدرس تئاتر اهل ایران است. او کار بازیگری تئاتر خود را در سال ۱۳۶۴ آغاز کرد، و از آن پس پیوسته تا کنون به این حرفه مشغول بوده‌است. در سال ۱۳۶۷ با نویسندگی و کارگردانی نمایش‌نامه‌ی «سلول هیجده» وارد حرفهٔ کارگردانی تئاتر و نمایش‌نامه‌نویسی هم شد – که البته این نمایش‌نامهٔ خاص بعد از یک شب اجرا توقیف گردید. عضویت در هیئت مدیرهٔ انجمن نمایش شاهرود از دیگر فعالیت‌های وی در همان سال است. او یک ترنسجندر بوده که در سال ۱۳۸۷، در سن ۴۱ سالگی، تطبیق جنسیت داد و از آن پس نام خود را از فرزانه به سامان تغییر داد. وی در همان سال ازدواج کرد و در سال ۱۳۹۰ جدا شدند. سامان ارسطو در سال ۱۳۹۴ مجدداً ازدواج کرد.
یازده سال بعد از شروع به کار در زمینهٔ بازیگری حرفه‌ای در تئاتر، ارسطو با بازی در سریال «سفرهٔ عقد» پا به عرصهٔ بازیگری در سینما و تلویزیون نیز گذاشت. فیلم کوتاه «یک روز بالاخره ما رو از کافه می‌ندازن بیرون» در سال ۱۳۸۵ به کارگردانی وی ساخته شد، و این آغاز فعالیت او در زمینهٔ فیلم‌سازی است. به علاوه او تا کنون ده فیلم‌نامه نوشته‌است.

## فعالیت‌های هنری
سامان ارسطو در فعالیت‌های مختلفی در زمینهٔ تئاتر همکاری داشته‌است، که از جملهٔ آن‌ها می‌توان به همکاری با گروه نمایش‌نامه‌های یونسکو در سال ۱۳۷۵ اشاره کرد. او همچنین در سال ۱۳۸۵ برای معرفی کتاب «سفرنامهٔ شورانسباخ» با دفتر امور فرهنگی سفارت سوئیس در ایران همکاری کرد. در این زمینه ارسطو سه قصه از این جهانگرد، شورانسباخ، را به شیوهٔ نمایش‌نامه‌خوانی در خانه‌ی هنرمندان ایران به اجرا درآورد، که با استقبال سفیر و دبیر اول سفارت سوئیس مواجه شد. به همین جهت از وی دعوت شد که دوباره این نمایش را با حضور سفیر، دبیر اول و یکی از اعضای حقوق بشر این سفارت به مدت چهار روز در یکی از موزه‌های شهر اصفهان اجرا کند.
این هنرمند در سال ۱۳۶۷ گروه نمایش «سامان جون» را در شهرستان شاهرود تشکیل داد. گروه نمایش «آوای دیوانگان» نیز در سال ۱۳۷۶ با همت و تلاش وی در تهران تشکیل شد. او به علاوه بین سال‌های ۱۳۸۹–۱۳۸۳؛ در سه دوره، بازرس اصلی انجمن بازیگران خانهٔ تئاتر ایران بوده‌است.
در دهه‌های شصت و هفتاد او در کلاس‌های مختلفی برای بهره‌مندی از تجارب و دانسته‌های استادان مختلف شرکت کرد، که از جملهٔ آن‌ها می‌توان به کلاس‌های درس پروانه مژده برای شناخت بیشتر سبک ابزورد (دوره‌ای کوتاه در یکی از سال‌های دههٔ شصت)؛ کلاس‌های تئاتر رکن‌الدین خسروی؛ کلاس‌های بدن و حرکت فهیمه راستکار و شهناز یوسفی (۱۳۷۰)؛ و کلاس‌های فن بیان حمید سمندریان (به مدت شش ماه در سال ۱۳۷۵) اشاره کرد.
ارسطو تا کنون برنده و کاندید جوایز متعددی، در زمینهٔ بازیگری و کارگردانی، از سوی جشنواره‌های بین‌المللی، ملی، استانی و منطقه‌ای بوده‌است.
نمایش «کالبدشکافی» به نویسندگی و کارگردانی سامان ارسطو با موضوع جنسیت و مشکلات تراجنسی‌ها، دی ۱۳۹۷ در تالار سایه مجموعه تئاترشهر به اجرای عمومی درآمد.

## زندگی شخصی
سامان ارسطو دیپلم علوم انسانی دارد. او همچنین دارای گواهینامهٔ درجه دو هنری (معادل فوق لیسانس) در زمینه تئاتر است، که هنوز از طرف وزارت فرهنگ و ارشاد صادر نشده‌است.
این هنرمند علاوه بر کار هنری خود در زمینه‌های دیگری نیز فعالیت دارد، از جمله:
از سال ۱۳۸۲ به شکل غیر مستقیم با انجمن حمایت از حیوانات همکاری می‌کند، و از سال ۱۳۸۸ پانسیونی جهت نگهداری سگ‌ها و گربه‌ها راه‌اندازی کرد، که این پانسیون همچنان دایر است.
از سال ۱۳۸۷ به صورت شخصی در راستای معالجات روحی و جسمی به حمایت افراد ترنسجندر (.T.S) در تهران و شهرستان‌ها می‌پردازد.
او از سال ۱۳۹۱ با یکی از مؤسسات حمایت از قشر آسیب‌پذیر کارتون‌خواب‌ها در ایران همکاری می‌کند.

### تطبیق جنسیت
او یک ترنسجندر است که در سال ۱۳۸۷، در سن ۴۱ سالگی، تطبیق جنسیت داد. وی پیشتر در جسم یک زن بوده و با نام فرزانه شناخته می‌شد و در قالب این جنس به ایفای نقش می‌پرداخت. خود وی در این باره می‌گوید ترس از مطرود شدن باعث شد مدت‌ها برای این کار اقدام نکند اما سرانجام در سال ۱۳۸۷ تصمیمش را می‌گیرد و تطبیق جسنیت می‌دهد.